# 송예주
송예주(1982년~)는 대한민국의 배우이다.

## 학력
- 경희대학교 언론정보대학원 석사과정

## 연기 활동

### 드라마
- 2005년 KBS2 일일시트콤 《사랑도 리필이 되나요?》
- 2006년 KBS2 청춘시트콤 《일단 뛰어》
- 2008년 MBC 일일시트콤 《그분이 오신다》
- 2010년 SBS 미니시리즈 《산부인과》
- 2010년 MBC every1 《별순검 시즌3》
- 2012년 채널A 미니시리즈 《불후의 명작》
- 2012년 SBS 주말연속극 《다섯 손가락》 ... 이동희 역
- 2013년 JTBC 주말연속극 《궁중잔혹사 꽃들의 전쟁》 ... 강빈의 내인 역
- 2014년 tvN 금토드라마 《갑동이》 ... 최미자 역
- 2015년 재능TV 어린이드라마 《출동 케이캅》 ... 싸이퍼 역

### 영화
- 2005년 《다섯은 너무 많아》 ... 극장 관객 역
- 2005년 《키다리 아저씨》
- 2006년 《구세주》 ... 미란 역
- 2009년 《인사동 스캔들》 ... 큐레이터 1 역
- 2013년 《노브레싱》 ... 여의사 역

### 광고
- 한국야쿠르트
- 모닝케어
- SK텔레콤
- 매일우유
- 현대카드
- 미즈사랑
- KTF show 완전자유요금
- 현대오일뱅크(지면)

### 방송
- 한국경제TV 《정오의 증시 데이트》 ... MC

## 수상
- 2003년 미스 유니버시티 탤런트상, 멀티미디어상